# Герцог д’Аваре

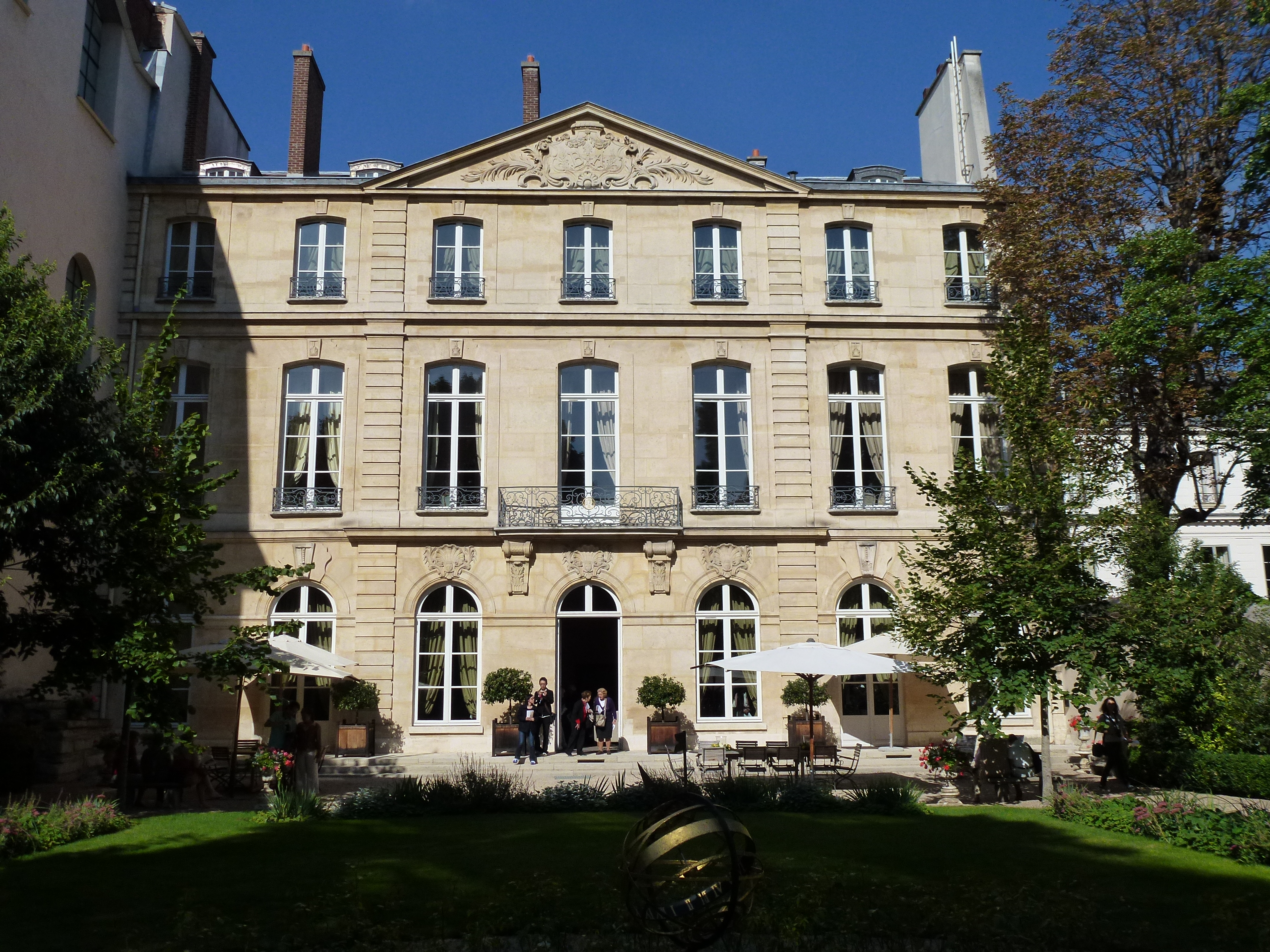
Отель д’Аваре, резиденция герцогов д’Аваре

Герцог д’Аваре — французский аристократический титул. Он был создан в 1799 году королем Франции в изгнании Людовиком XVIII для своего доверенного лица, аристократа Антуана Луи Франсуа де Безиада (1759—1811). Вместе с герцогским титулом он получил также титул графа де Л’Иль-Журдена. В 1791 году Антуан Луи Франсуа де Безиад, будучи гардеробмейстером Людовика, графа Прованского, помог ему бежать в Петит-Люксембург.
Семья Безиад происходила из области Беарн и была известна с XII века. Название герцогского титула происходит от названия небольшой сеньории «Аваре» в провинции Орлеане (сейчас — департамент Луар и Шер).
11 июня 1817 года король Франции Людовик XVIII, который был восстановлен в 1815 году на королевском троне, подтвердил герцогский титул за Клодом Антуаном де Безиадом, маркизом д’Аваре (1740—1829), отцом первого герцога.
17 августа 1815 года Клод Антуан де Безиад, маркиз д’Аваре, был включен в Палату пэров Франции, а 31 августа 1817 года он стал герцогом д’Аваре и наследственным пэром.

## Хронологический список герцогов д’Аваре
- 1799—1811: Антуан Луи Франсуа де Безиад (8 января 1759 — 4 июня 1811), 1-й герцог д’Аваре, старший сын Клода Антуана де Безиада
- 1817—1829: Клод Антуан де Безиад (16 июля 1740 — 25 апреля 1829), 2-й герцог д’Аваре, отец предыдущего
- 1829—1859: Жозеф Теофил Парфе де Безиад (22 октября 1770 — 11 апреля 1859), 3-й герцог д’Аваре, младший (третий) сын предыдущего.
- 1859—1887: Анж Эдуар Теофил де Безиад (22 ноября 1802 — 2 февраля 1887), 4-й герцог д’Аваре, старший сын предыдущего.
- 1887—1894: Жюль Виктор Камил де Безиад (29 ноября 1827 — 31 октября 1894), 5-й герцог д’Аваре, единственный сын предыдущего.
- 1894—1930: Эдуар Жозеф Хуберт Мари де Безиад (18 апреля 1856 — 23 января 1930), 6-й герцог д’Аваре, старший сын предыдущего.
- 1930—1941: Мари Бернар Эдуар де Безиад (26 октября 1884 — 27 февраля 1941), 7-й герцог д’Аваре, племянник предыдущего, единственный сын Эли Мари Пьера Виктора де Безиада (1858—1917), графа д’Аваре и лейтенанта кавалерии, второго сына 5-го герцога д’Аваре.